# Sarsuela
Pour les articles homonymes, voir Zarzuela (homonymie).
La sarsuela ou zarzuela (sarsuela de peix en catalan, ou zarzuela de mariscos en castillan) est une spécialité culinaire traditionnelle du Levant espagnol et de la cuisine espagnole, ainsi que du Roussillon, en particulier des cuisines catalane, valencienne et baléare, variante de la paella sans riz, à base de poissons, fruits de mer et de sauce sofregit (tomate, oignon et huile d'olive),.

## Préparation
La sarsuela est composée de mélange de poissons de roche frais, de crustacés (notamment des langoustines et des grosses crevettes, parfois du homard), de coquillages, de moules et de calmars frits, cuisinés et mijotés avec une sauce sofregit,,.

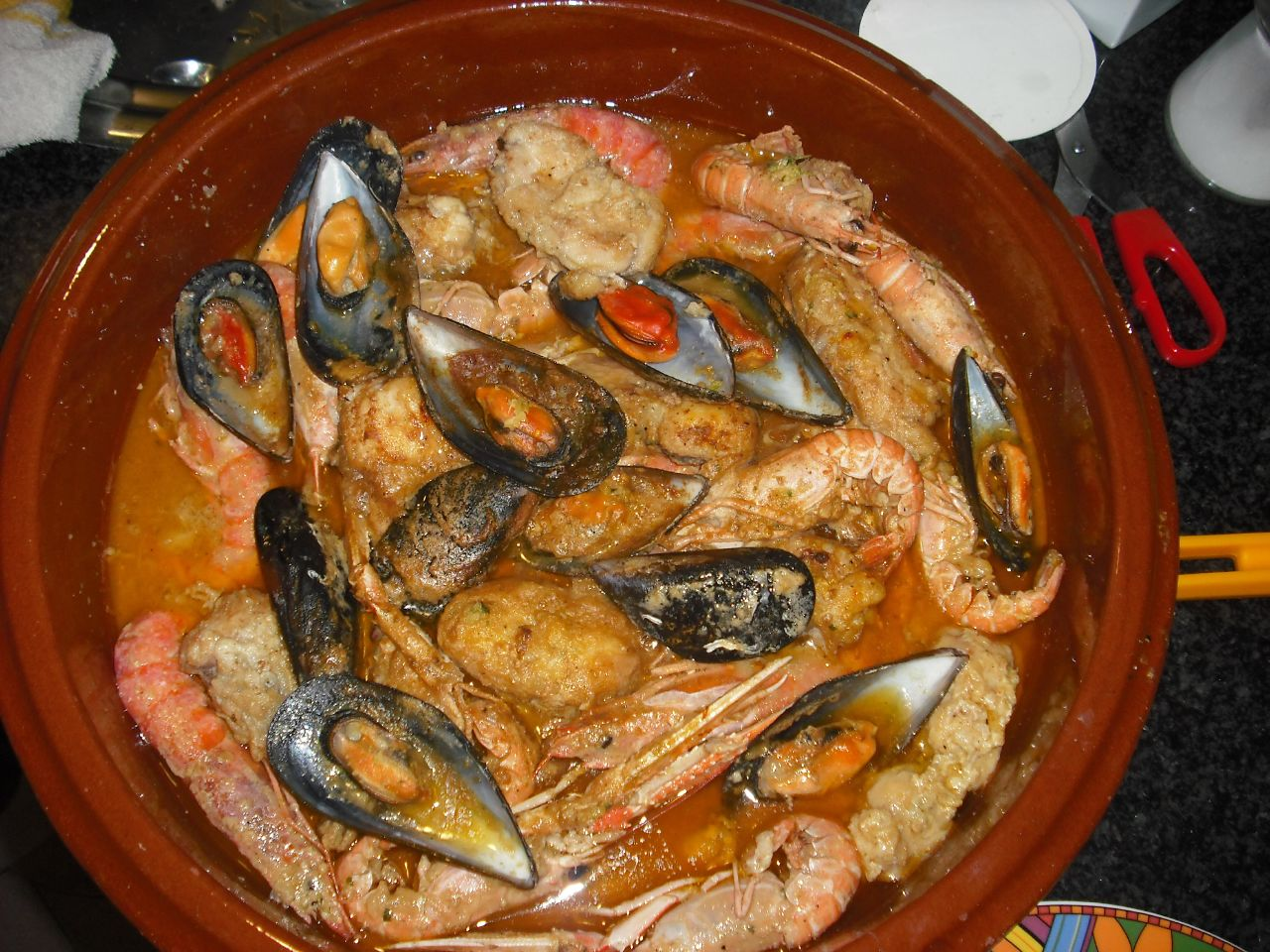
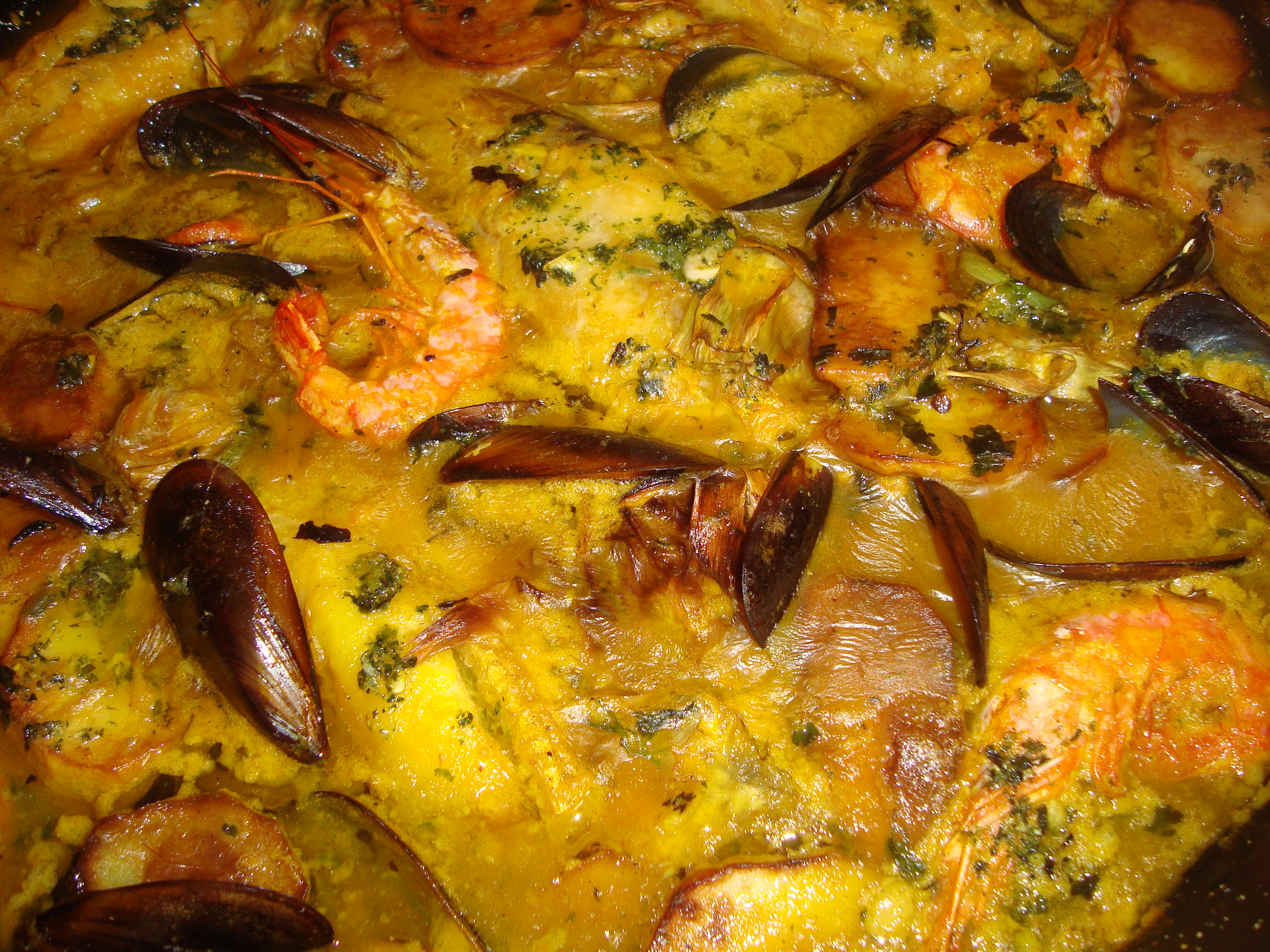

La sauce est confectionnée avec l'huile d'olive qui a servi à frire le poisson, et dans laquelle on fait revenir ensuite des tomates, des oignons râpés et de l'ail haché, le tout amélioré en fin de cuisson avec une picada de safran, persil et quelques fruits secs.
La sarsuela ressemble à une paella sans riz de la cuisine espagnole, ou à une bouillabaisse de la cuisine provençale. Elle se cuisine (au contraire de la paella) dans une cassole en terre cuite typiquement catalane, variante d'un tajine sans couvercle.
Dans les Pays catalans, ce plat familial, onéreux et long à préparer, est traditionnellement consommé comme repas dominical ou de jours de fête. 

Au contraire du suquet de peix paysan et médiéval, la sarsuela a son origine au XIXe siècle, à Barcelone, comme plat bourgeois 
 (novembre 2023).
 (une source discordante prétend au contraire que l'origine serait à trouver entre la Costa Daurada et la Côte Vermeille bien avant ). Elle doit être cuisiniée avec des poissons frais pêchés le jour même et de haute qualité, ce qui rend ce plat onéreux. Étant originaire de la Costa Daurada, le plat commence à être typique des restaurants barcelonais au XIXe siècle et, au début du XXe siècle, il arrive sur la Costa Vermella. Plus tard, il s'est répandu en Espagne et jusque dans le Midi de la France.